# Bistecca alla fiorentina

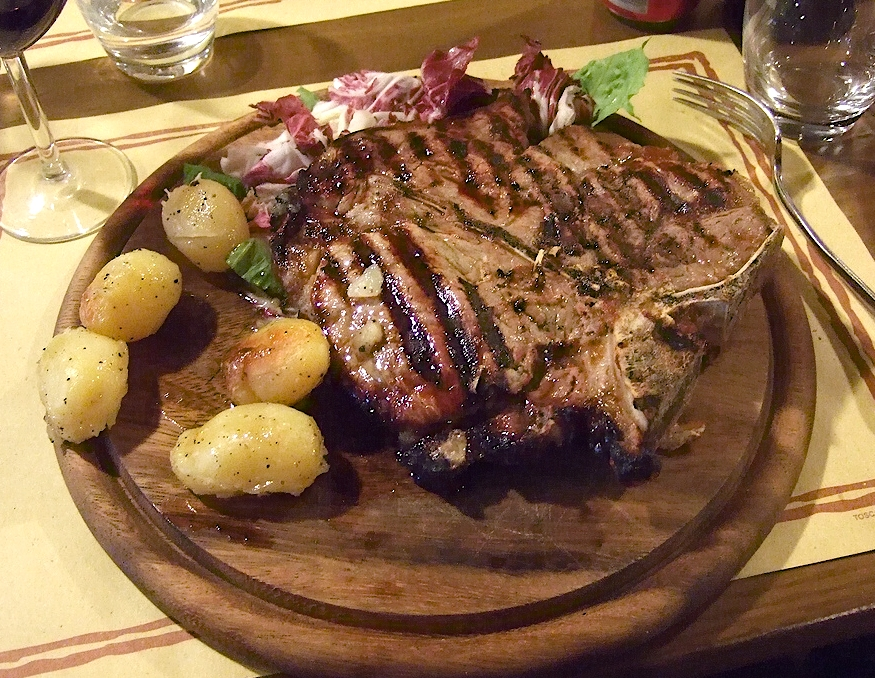
Bistecca alla fiorentina

Positie van dunne lende (short loin) en ossenhaas (tenderloin)

Bistecca alla fiorentina (Florentijnse biefstuk) of kortweg fiorentina is een gegrilde T-bonesteak. Het gerecht wordt bereid uit het vlees van jonge ossen van het runderras Chianina. De oorsprong van de specialiteit ligt in de Toscaanse stad Florence, maar de bistecca alla fiorentina is in de rest van Italië verkrijgbaar.

## Bereiding
Het vlees wordt bij bistecca alla fiorentina uit de gehele roastbeef (dunne lende en ossenhaas) gesneden. Men snijdt schijven met een gewicht tot 1300 gram en een dikte tot 6 centimeter uit het vlees en het bot, zodat een T-vormig stuk bot achterblijft in de steak. Vervolgens wordt de steak bereid op de grill, waarbij het vlees soms vooraf wordt bestreken met olijfolie. Andere recepten gaan uit van een onbehandelde steak. Na een korte grilltijd van vier tot vijf minuten, wordt de steak gekeerd en op de gegaarde kant gezouten. Nadat de andere kant even lang is gegaard wordt ook die kant gezouten. Voorts wordt het vlees met stuk verse boter opgediend of met olijfolie besproeid. Indien gewenst kan de bistecca alla fiorentina op smaak gebracht worden met zwarte peper.